# O lásce (album)
O lásce je dvaadvacáté studiové album Hany Zagorové. Nahráno bylo ve studiu Vyžlovka a vyšlo roku 2016. Album vydalo vydavatelství Supraphon.

## Seznam skladeb
| O lásce (album) | O lásce (album)                          | O lásce (album)                         | O lásce (album) |
| Pořadí          | Název                                    | Hudba                                   | Délka           |
| --------------- | ---------------------------------------- | --------------------------------------- | --------------- |
| 1.              | O lásce                                  | Ondřej Brzobohatý                       | 5:08            |
| 2.              | Je tady podzim                           | Jiří Hradil, Márdi                      | 3:03            |
| 3.              | Aspoň se ohřeju                          | Jiří Zmožek, Jan Krůta                  | 2:51            |
| 4.              | Tygr z hotelu                            | Jiří Zmožek, Jan Krůta                  | 2:51            |
| 5.              | Jako tenkrát                             | Radůza                                  | 3:37            |
| 6.              | Bójka                                    | Jiří Hradil, Márdi                      | 4:01            |
| 7.              | Ty jsi má víra                           | Petr Malásek, Václav Kopta              | 3:37            |
| 8.              | Možná jsem zakletá (Plus je pense a toi) | Patrick Fiori, Bernard Jean Di Domenico | 4:35            |
| 9.              | Zasněná                                  | Michal Hrůza                            | 2:28            |
| 10.             | Hraj, muziko                             | Radůza                                  | 2:59            |
| 11.             | Lásko, lásko                             | Jiří Březík                             | 3:35            |
| 12.             | Štěstí je v kapse na drobný              | Andy Čermák, Jan Krůta                  | 3:38            |
| 13.             | On se vrátí                              | Martin Chodúr                           | 4:18            |
| Celková délka:  | Celková délka:                           | Celková délka:                          | 46:28           |

## Hudební aranžmá
- Producent: Luboš Kříž
- Hudební a výkonná produkce: Daniel Hádl

- Zpěv: Hana Zagorová

- Ondřej Brzobohatý - klavír (1)
- Vladimír Boryš Secký - saxofon
- Roman Vícha - bicí
- Smyčcový orchestr dhs Orchestra
- Jiří Hradil - klavír (2,6)
- Jiří Březík, Markéta Amerighi, Naďa Wepperová - vokály
- Daniel Hádl - klavír (3,4,5,8,9,10,12)
- Jiří Dvořák - baskytara
- Peter Binder - kytary
- Ondřej Hájek - klavír (10,11,13)
- Jan Sochor - akordeon